# Eliodoro saccheggia il tempio
Eliodoro saccheggia il tempio, conosciuta anche come Eliodoro ed il grande sacerdote Onias, è un dipinto a olio su tela (195x231 cm) di Giambattista Tiepolo, conservato nel Museo di Castelvecchio a Verona.